# Tachykinine

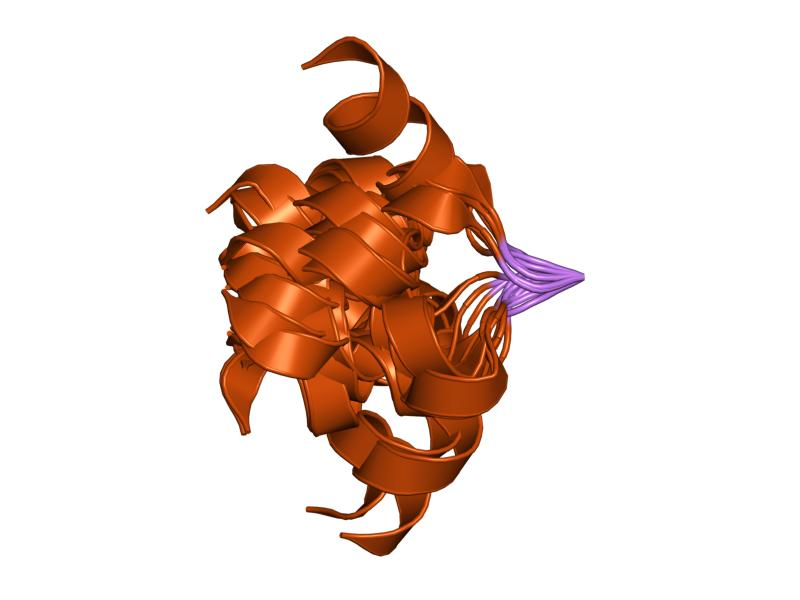
Plusieurs représentations superposées d'une tachykinine.

Les tachykinines sont une grande famille de neuropeptides, découverts chez les amphibiens et les mammifères.

La famille des tachykinines est caractérisée par une séquence Carboxyl terminale commune : Phe-X-Gly-Leu-Met-NH2 où le "X" est soit un hydrocarbure aromatique soit un acide aminé aliphatique (non aromatique).

## Neurotransmetteurs
- Substance P
- Neurokinine A (NKA) (substance K, neurokinine alpha, neuromédine L)
- Neurokinine B (NKB) (neurokinine bêta, neuromédine K)
- Hémokinine 1 (HK1) : tachykinine hématopoïétique qui régule l’hématopoïèse des cellules B[1]

## Récepteurs
Il existe trois classes de récepteurs spécifiques connus chez les mammifères : récepteurs NK1, NK2 et NK3. Ils font tous partie de la famille des récepteurs couplés aux protéines G et induisent l'activation de la phospholipase C, produisant à la fois l'inositol trisphosphate et le diacylglycérol (DAG) par clivage du Phosphatidylinositol di-phosphate (PIP2).
Les récepteurs NK1, NK2 et NK3 se lient respectivement à la substance P, la neurokinine A et la neurokinine B, de façon spécifique.

## En médecine
Un antiémétique, antagoniste des récepteurs NK1 de la substance P, (Dénomination commune internationale : aprépitant) est commercialisé dans la prévention des nausées-vomissements dus aux chimiothérapies émétisantes.